# NGC 2213
NGC 2213 је расејано звездано јато у сазвежђу Трпеза које се налази на NGC листи објеката дубоког неба.
Деклинација објекта је - 71° 31' 42" а ректасцензија 6h 10m 42,0s. Привидна величина (магнитуда) објекта NGC 2213 износи 12,4 а фотографска магнитуда 13,1. NGC 2213 је још познат и под ознакама ESO 57-SC70.